# Saint Mary Cayon
Saint Mary Cayon är en parish i Saint Kitts och Nevis. Den ligger i den centrala delen av landet, 6 km norr om huvudstaden Basseterre. Antalet invånare är 2 994. Arean är 15,0 kvadratkilometer. Saint Mary Cayon ligger på ön Saint Christopher.
Följande samhällen finns i Saint Mary Cayon:
- Cayon